# Zurab Sakandelidze
Zurab Aleksandrovich Sakandelidze (en géorgien : ზურაბ საკანდელიძე), né le 29 mai 1947 à Koutaïssi, dans la République socialiste soviétique de Géorgie et décédé le 25 janvier 2004 à Tbilissi, est un ancien joueur soviétique de basket-ball, évoluant au poste de Arrière. 

## Carrière

### Palmarès
- Médaille de bronze aux Jeux olympiques 1968
- Champion olympique 1972
- Champion du monde 1967
- Médaille de bronze championnat du monde 1970
- Champion d'Europe 1965
- Champion d'Europe 1967
- Champion d'Europe 1969
- Champion d'Europe 1971
- Médaille de bronze au championnat d'Europe 1973